# Hirske, Rozdilna
Hirske (în ucraineană Гірське) este un sat în comuna Velîka Mîhailivka din raionul Rozdilna, regiunea Odesa, Ucraina.

## Demografie
Componența lingvistică a localității Hirske
     Ucraineană (92,99%)
     Rusă (3,74%)
     Belarusă (1,87%)
     Alte limbi (0,93%)
Conform recensământului din 2001, majoritatea populației localității Hirske era vorbitoare de ucraineană (92,99%), existând în minoritate și vorbitori de rusă (3,74%) și belarusă (1,87%).